# Westrhauderfehn
Westrhauderfehn is een dorp in het Landkreis Leer in de Duitse deelstaat Nedersaksen. Bestuurlijk is het dorp deel van de gemeente Rhauderfehn.
Westrhauderfehn is ontstaan in de achttiende eeuw als veenkolonie. Het veengebied werd ontgonnen door de Rhauder-Fehn-Compagnie, die van het toenmalige Pruisen toestemming had gekregen om turf te winnen in het gebied. In de eerste jaren was de kolonie nog een deel van Rhaude, maar door de groei van het dorp werd het in 1829 een eigen  gemeente, De dorpskerk kwam gereed in 1848. In 1906 werd in het dorp ook nog een katholieke kerk gebouwd.